# Трагёс
Трагёс (нем. Tragöß) — коммуна (нем. Gemeinde) в Австрии, в федеральной земле Штирия.
Входит в состав округа Брук-на-Муре. Население составляет 1084 человека (на 31 декабря 2005 года). Занимает площадь 110,52 км². Официальный код — 6 02 20. У Трагёс находится озеро Грюнер-Зе (Зелёное озеро).

## Политическая ситуация
Бургомистр коммуны — Манфред Хоффман (СДПА) по результатам выборов 2005 года.
Совет представителей коммуны (нем. Gemeinderat) состоит из 15 мест.
- АНП занимает 7 мест.
- местный список: 5 мест.
- СДПА занимает 3 места.